# Ignaz Czapka

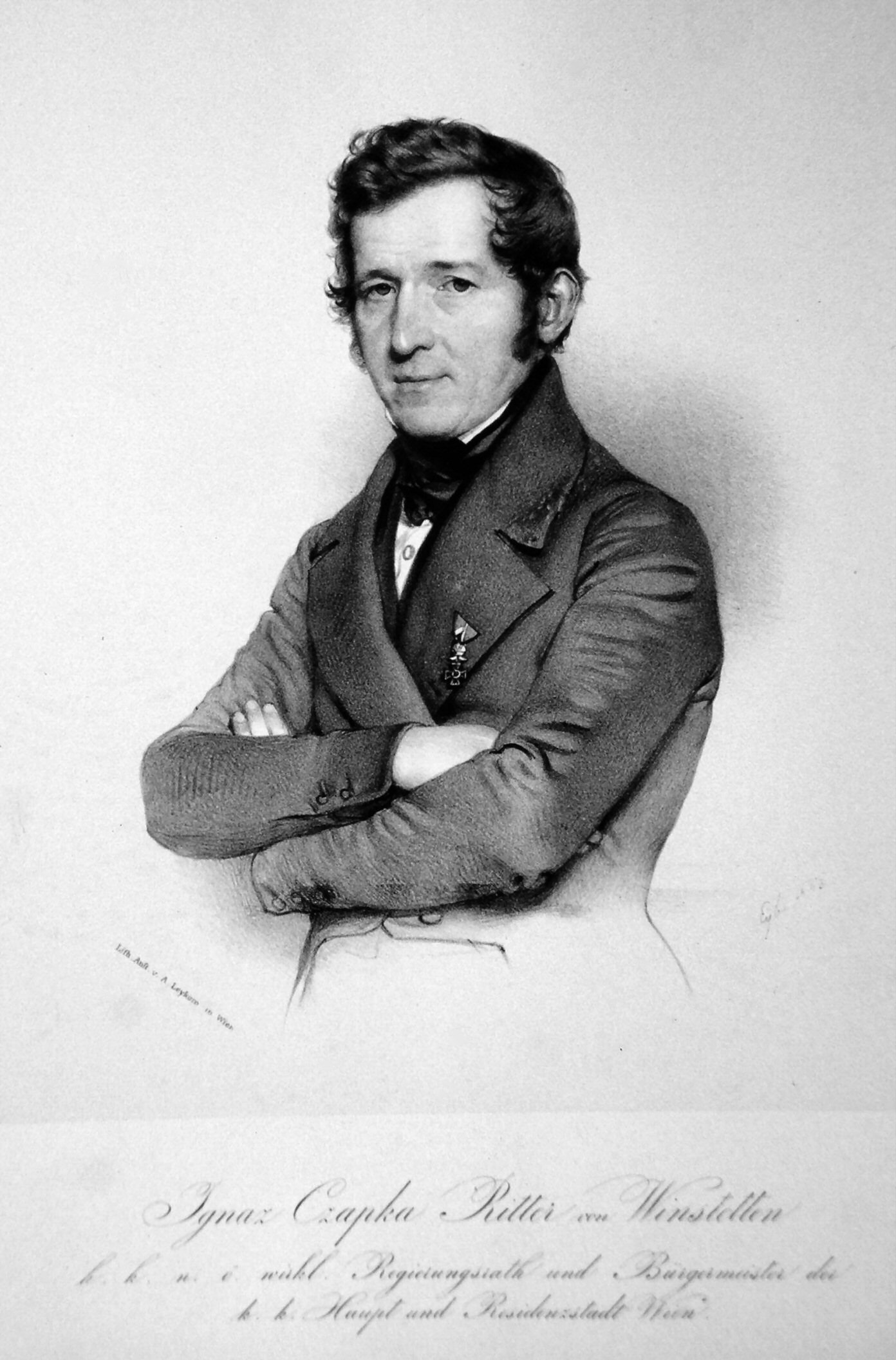
Ignaz Czapka, litografia Franza Eybla, 1843

Ignaz Czapka (von Winstetten) (ur. 24 lutego 1791 w Liebau na Morawach, zm. 5 czerwca 1881 w Wiedniu) – austriacki prawnik i burmistrz Wiednia.
Syn Johanna, szewca.
Studiował prawo w Ołomuńcu i Wiedniu. W latach 1838–1848 był burmistrzem Wiednia; jego zasługą było unowocześnienie miasta (kanały, oświetlenie gazowe, wodociągi). W 1843 podniesiony do stanu szlacheckiego jako Ritter von Winstetten. W 1856 został dyrektorem wiedeńskiej policji.